# 哈考特 (愛荷華州)
哈考特（英語：Harcourt）是一個位於美國愛荷華州韋伯斯特縣的城市。

## 地理
哈考特的座標為42°15′43″N 94°10′36″W / 42.26194°N 94.17667°W，而該地的平均海拔高度為358米（即1175英尺）。

## 人口
根據2010年美國人口普查的數據，哈考特的面積為2.59平方千米，當中陸地面積為2.59平方千米，而水域面積為0.00平方千米。當地共有人口303人，而人口密度為每平方千米116人。